# Acéquia

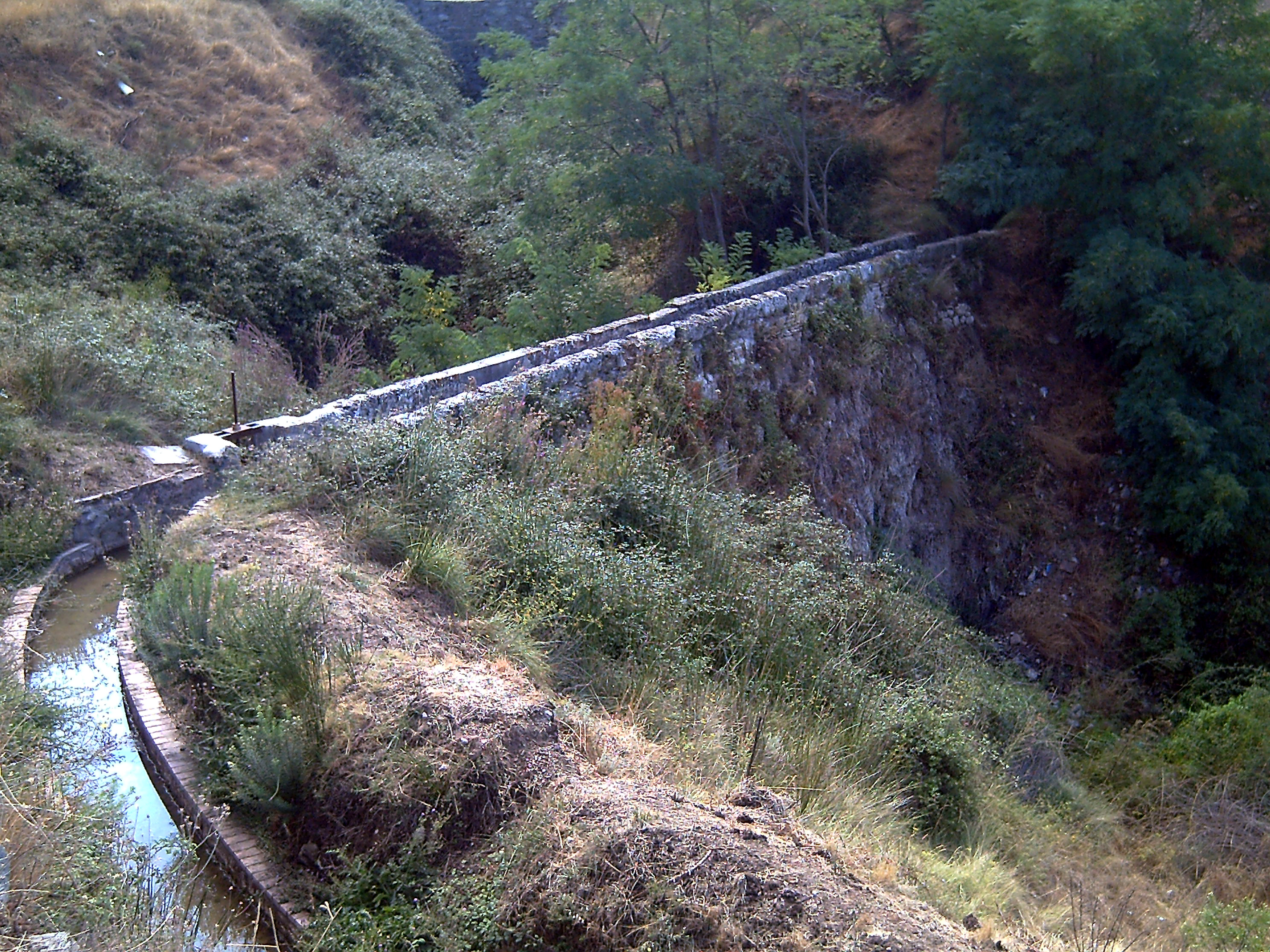
A acéquia Aynadamar, construída no século XI, que abastecia de água o bairro de Albaicín, em Granada, Espanha, a partir da Fuente Grande, uma nascente na encosta sudoeste da serra de Huétor, junto a Alfacar, pouco menos de dez quilómetros a nordeste do Albaicín

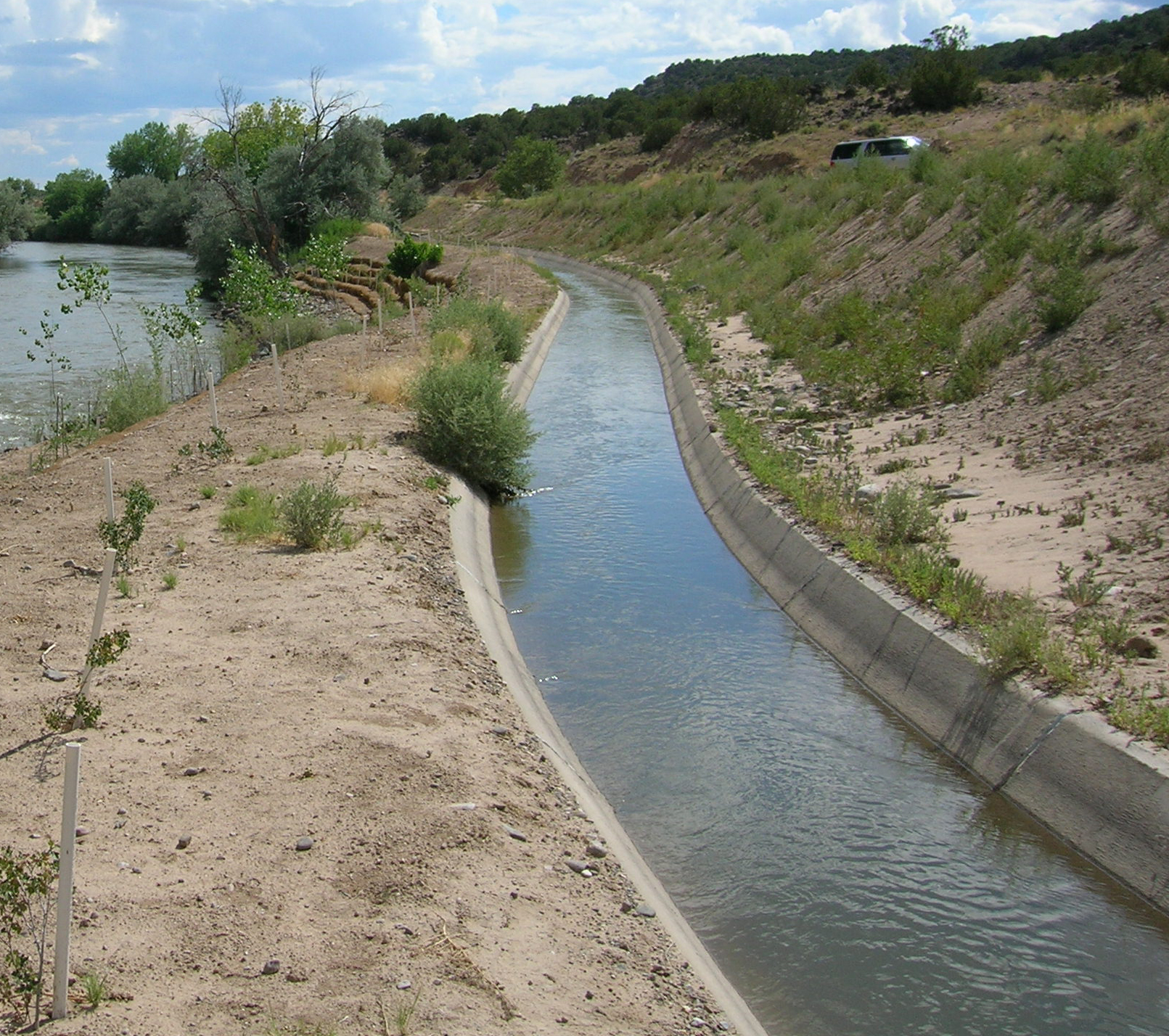
Acéquia no Condado de Rio Arriba, Novo México, Estados Unidos

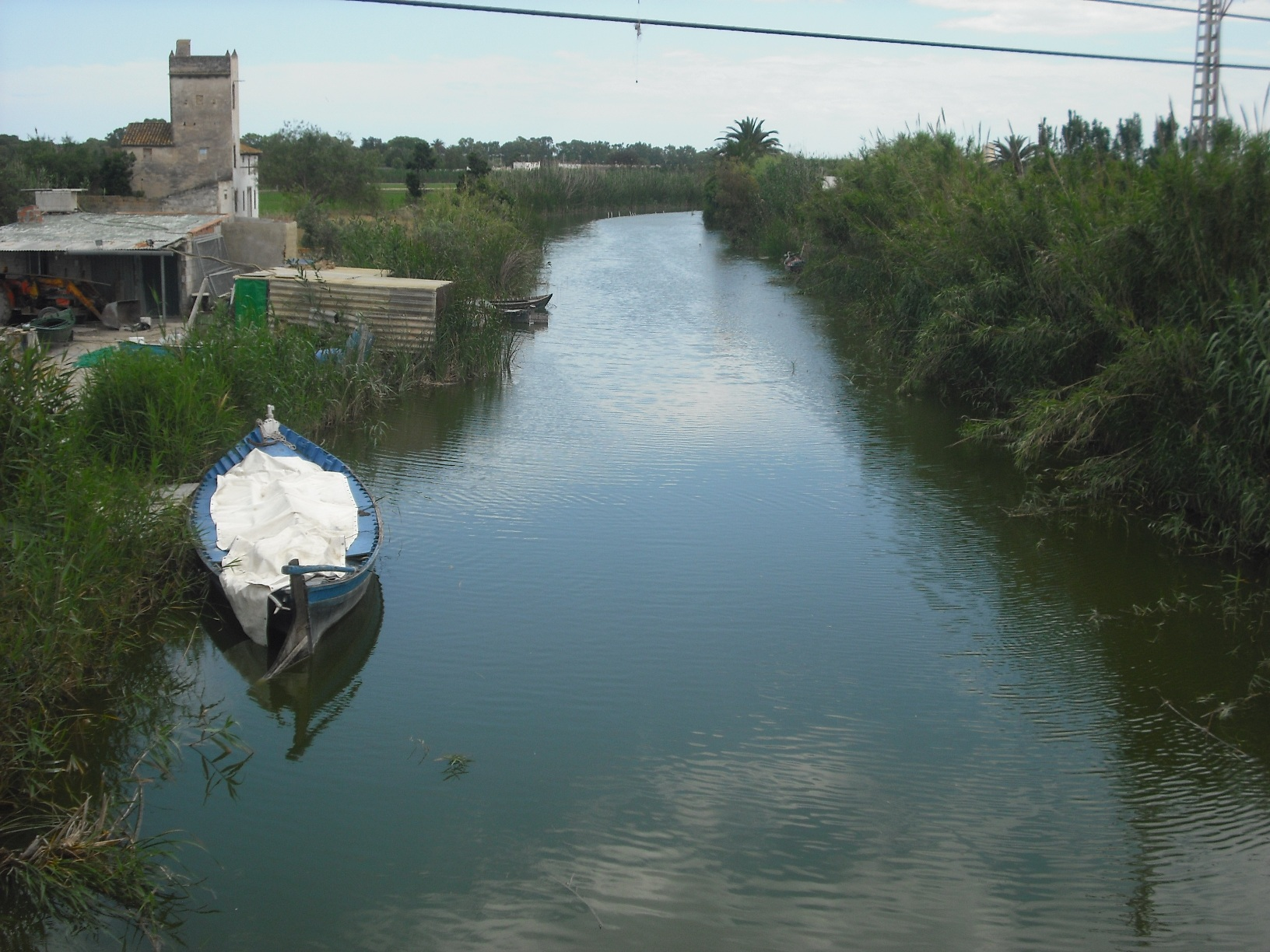
Acéquia (séquia) na Mata del Fangaret, na Albufera de Valência, Espanha

Acéquia é um termo arcaico, de origem árabe (as-sáqiya; "regato ou canal para irrigar campos") sinónimo de regueiro (canal de irrigação) ou aqueduto. O termos equivalentes castelhano (acequia) e catalão (séquia) associa-se frequentemente aos canais de irrigação cuja origem remonta ao Alandalus (período islâmico da Península Ibérica), que também se encontram nos países da antiga América espanhola, para onde foram levados pelos colonizadores.[a]
Na América encontram-se sistemas de acéquias sobretudo no sudoeste dos Estados Unidos, no norte do México, nos Andes e na província de Mendoza da Argentina. Nesta última região, ao ao contrário das restantes, já existiam sistemas de distribuição de água semelhantes desenvolvidos pelos indígenas Huarpes antes da chegada dos espanhóis.[a] No Norte de África existem também sistemas de irrigação similares, principalmente nos oásis, chamados (por transliteração) em francês seguia.[b] Em algumas regiões espanholas, nomeadamente Castela (por exemplo nas várzeas do rio Tajuña), as acéquias são chamadas caz ou cacera.

## Descrição
As acequias, séquias ou seguias são de origem árabe e, apesar de serem sistemas de condução de água, diferem dos canais herdados do romanos pela sua função principal ser a rega dos campos e pela utilização dos planos e curvas de nível do terreno para a distribuição e condução da água, pelo que geralmente se dividem em ramais e raramente fazem uso de aquedutos, pelo menos de grandes dimensões como eram os romanos. Não obstante, podem observar-se outras construções, como açudes, golas (comportas) e tornas (regos ou canais que devolvem a água que sobra ao rio).
O desenvolvimento deste tipo de construção hidráulica no atual território espanhol verificou-se sobretudo durante o período islâmico, principalmente ao longo da costa mediterrânica, nas atuais comunidades autónomas de Valência, Múrcia (Huerta de Murcia) e  Andaluzia Oriental. Nesta última, destacam-se, pela sua importância local e histórica, as acéquias das Alpujarras, onde estão protegidas legalmente no âmbito do Sitio Histórico de la Alpujarra. Muitas destas construções continuam a ser usadas atualmente.
A alimentação do caudal das acéquias é feita principalmente recorrendo a açudes, pequenas retenções de água, de onde a água é depois distribuída. Por vezes também se recorre ao sistema de captação dito de careo, usado sobretudo nas Alpujarras.

## Acéquiasde careo
As acéquias de careo aproveitam águas do degelo das montanhas, conduzindo-as a locais onde a água se infiltra no subsolo (ditos caladeros) e locais especialmente permeáveis que permitem o armazenamento da água, como algares. A água aflora depois mais abaixo, originando uma nascente que depois pode alimentar uma acéquia comum, de rego. Além de dispensar barragens, o sistema de careo origina que o afloramento da água armazenada se dá muito depois do degelo, o que permite dispor de água no período seco do verão. Além disso, cria condições favoráveis para a vegetação das montanhas, que em condições normais disporia de muito menos águas dado que o solo superficial, usualmente pouco permeável, é incapaz de reter água.[c]
A origem das acéquias de careo é incerta, tendo sido sugerido que é romana, apesar da rede conhecida atualmente tenha sido posta em funcionamento na época muçulmana e tenha sido nesse período que desenvolveu todas as suas potencialidades. O nome parece provir do termo usado em pecuária "carear", que significa pôr (o gado) a pastar, nomeadamente quando se vai de caminho, ou dirigir o gado para algum lado. A existência destas acéquias cria uma humidade no solo que permite o crescimento de pastagens em terrenos muito elevados.